# Franken Timberwolves
Die Franken Timberwolves sind ein American-Football-Team aus Fürth in Franken im Bundesland Bayern. Der Name sollte, in Anlehnung an das Rudelverhalten der Wölfe, den Mannschaftsgeist in den Vordergrund stellen. Die Timberwolves spielen in der Saison 2010 in der Verbandsliga Bayern Nord.

## Geschichte
Gegründet wurden die Franken Timberwolves im Jahr 1999. Dabei gelang es, alle aktiven Mannschaften der Stadt Fürth unter einer Fahne zu vereinen. Im selben Jahr wurde der Spielbetrieb in der Regionalliga Süd aufgenommen und auch gleich der Aufstieg in die German Football League 2 erreicht. In den Jahren 2000 bis 2002 hielt sich die von Fans auch einfach nur "Wolves" genannte Mannschaft in der oberen Tabellenhälfte der German Football League 2. 2003 konnte der Abstieg in die dritte Liga zwar noch knapp verhindert werden, in der Saison 2004 ging es aber endgültig in die Regionalliga Süd. Nach einem Jahr im Mittelfeld der Regionalliga, wurde 2006 sowohl der erste Tabellenplatz erreicht als auch die Aufstiegsrelegation gewonnen. Aus finanziellen Gründen musste der Aufstieg in die German Football League 2 trotzdem abgelehnt werden.
In der Saison 2007 konnte zwar an den sportlichen Erfolg des Vorjahres angeknüpft werden, jedoch wechselte Headcoach Ralf Prosiegel überraschend zusammen mit dem Großteil der Mannschaft zum Footballteam der Nachbarstadt. Durch den Verlust nahezu aller Spieler war im Jahr 2008 kein Spielbetrieb möglich.
Nach einem kompletten Neuaufbau unter dem Headcoach Markus „Brösel“ Rückl meldeten sich die Timberwolves in der Saison 2009 wieder zurück. Zwar mussten sie, aufgrund der Pause, in der Aufbauliga Bayern starten, konnten aber gleich den Aufstieg in die Verbandsliga erreichen.
In der folgenden Saison dominierten die Timberwolves mit ihrem jungen, aber talentierten Kader die Division Nord der Verbandsliga Bayern. Ihnen gelang sogar die "perfect season", also eine Spielzeit ohne eine einzige Niederlage. Damit zogen sie als erster im Norden in die Playoffs ein. Im Halbfinale besiegte das Team die Nummer 2 im Süden, Landsberg X-Press. Im Finale musste man sich jedoch den Dukes aus Ingolstadt geschlagen geben und verpasste somit den Aufstieg.

## Erfolge
- 1999: Meister der Regionalliga Süd / Aufstieg in die German Football League 2
- 2006: Meister der Regionalliga Süd